# Crumpet

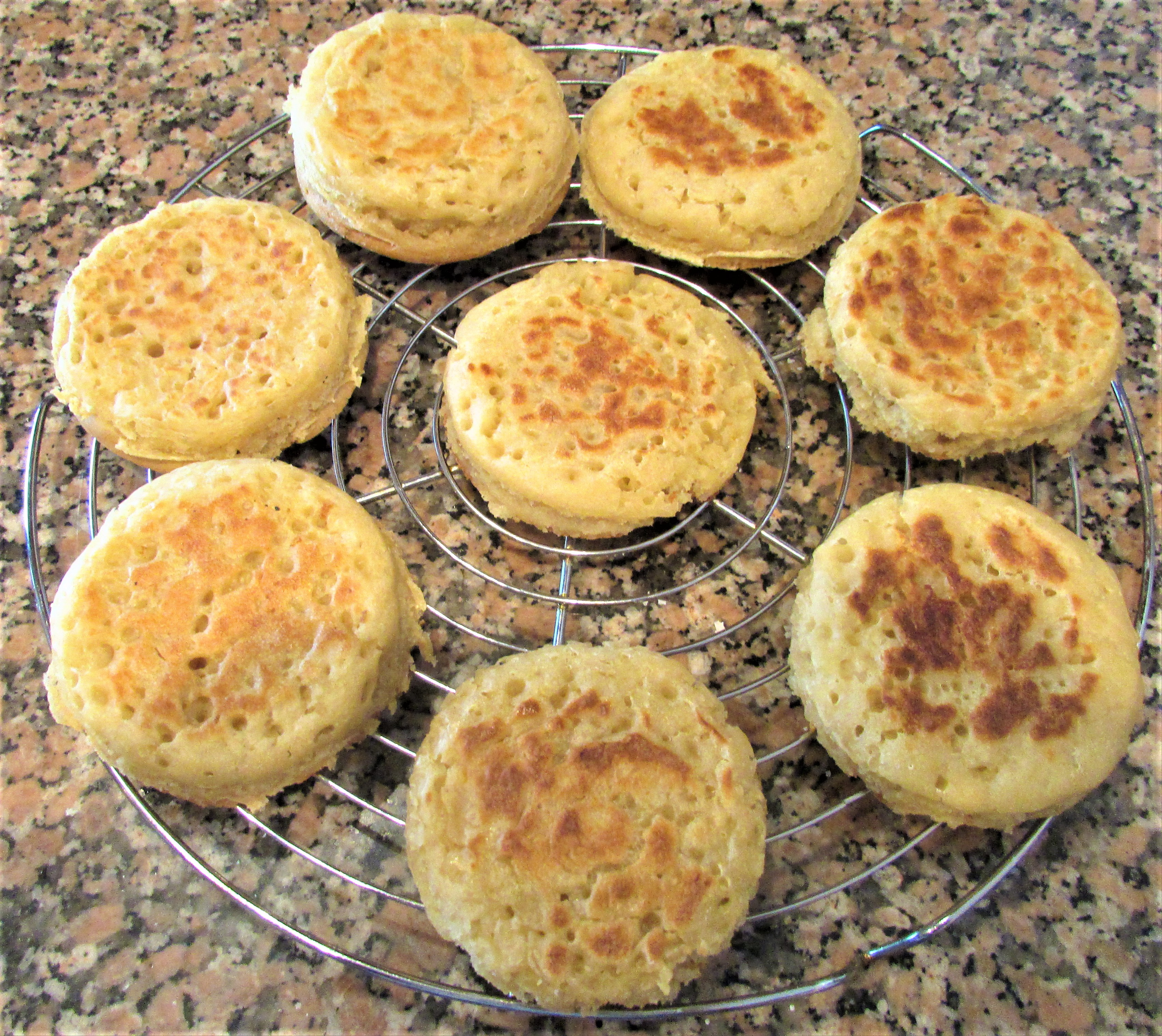
Hausgemachte englische Crumpets.

Ein englischer Crumpet ist ein dicker Pfannkuchen, hergestellt aus Hefeteig mit Milch. Zur Verstärkung der Triebkraft der Hefe wird Backsoda hinzugegeben. Crumpets werden hauptsächlich in Großbritannien, jedoch auch in den ehemaligen Kolonien Großbritanniens verzehrt. In Schottland bezeichnet Crumpet einen großen, dünnen Pfannkuchen, der aus denselben Zutaten bereitet wird wie der traditionelle Scotch pancake.
Das Wort 'Crumpet' geht auf das Jahr 1694 zurück und könnte sich auf einen zerknitterten (engl.: crumpled) oder einen lockeren (englisch curled-up) Kuchen beziehen. Ebenso ist ein keltischer Ursprung möglich. So könnte das Wort von dem bretonischen krampoch, einem Buchweizenpfannkuchen, herrühren oder von dem walisischen Wort crempog, das eine Art Pfannkuchen bezeichnet.

## Der englische Crumpet

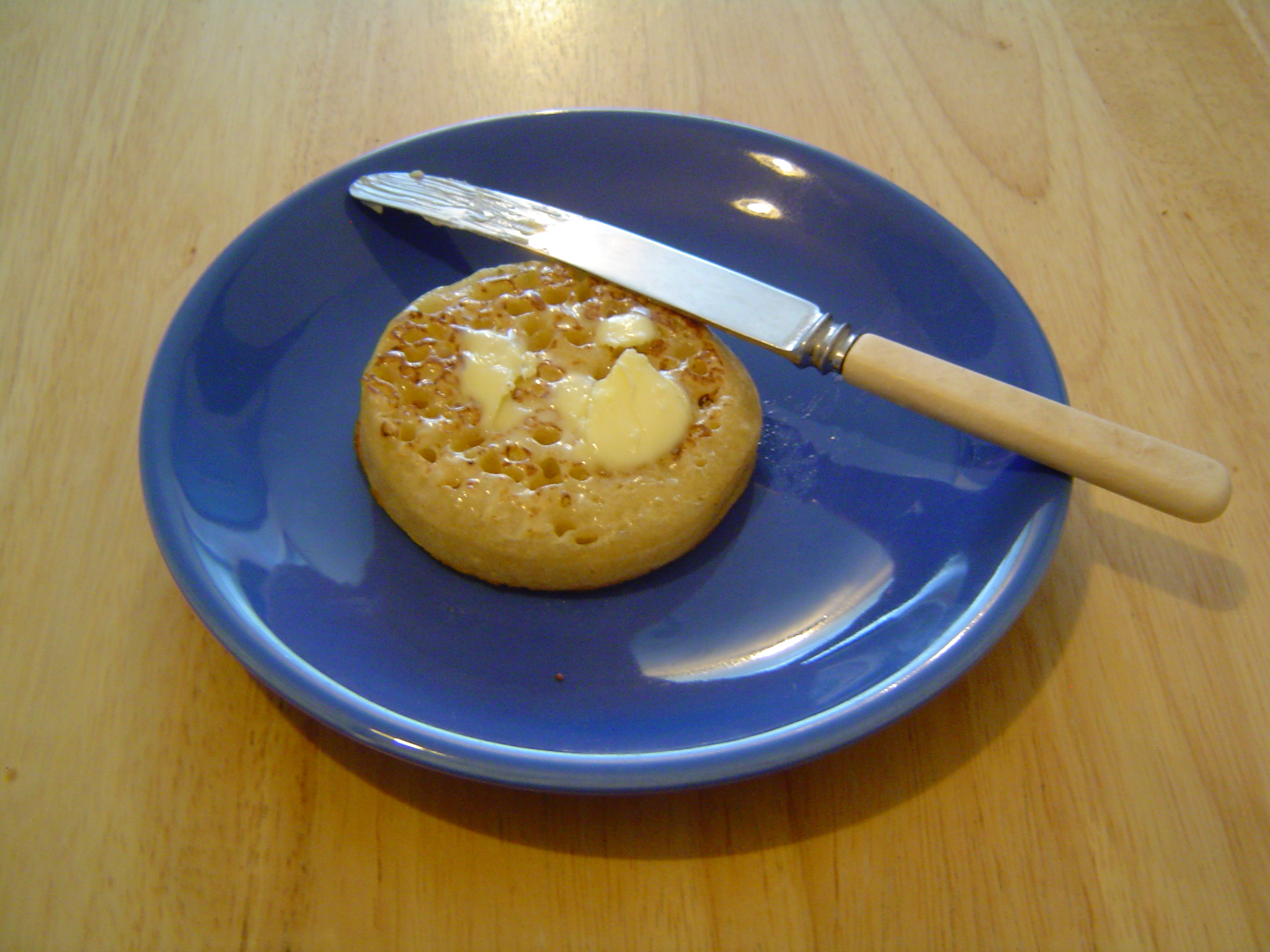
Ein mit Butter bestrichener Crumpet.

Der englische Crumpet ist normalerweise kreisförmig (es existieren jedoch auch quadratische und längliche Ausführungen) und hat eine markante Oberseite, welche von kleinen Löchern durchsetzt ist. Crumpets werden mit nur wenig Fett gebraten, eine Seite wird goldbraun angeröstet, die andere bleibt hell. Crumpets werden meistens abgepackt und geröstet vertrieben. Crumpets haben eine elastische, schwammartige Struktur und einen recht neutralen Geschmack. Crumpets werden in der Regel heiß verzehrt, was sie von außen knusprig und von innen saftig macht. Meistens werden Crumpets mit Butter verzehrt; sehr populär sind jedoch auch Marmelade, Marmite, Honig oder Käse.
Ein Pikelet ist einem Crumpet ähnlich, jedoch um einiges dünner und manchmal unregelmäßig in der Form. Die Bedeutung von Pikelet variiert regional: so bezieht es sich in einigen Regionen Großbritanniens traditionell auf einen Crumpet, Muffin oder einen anderen sogenannten teacake.

## Der schottische Crumpet

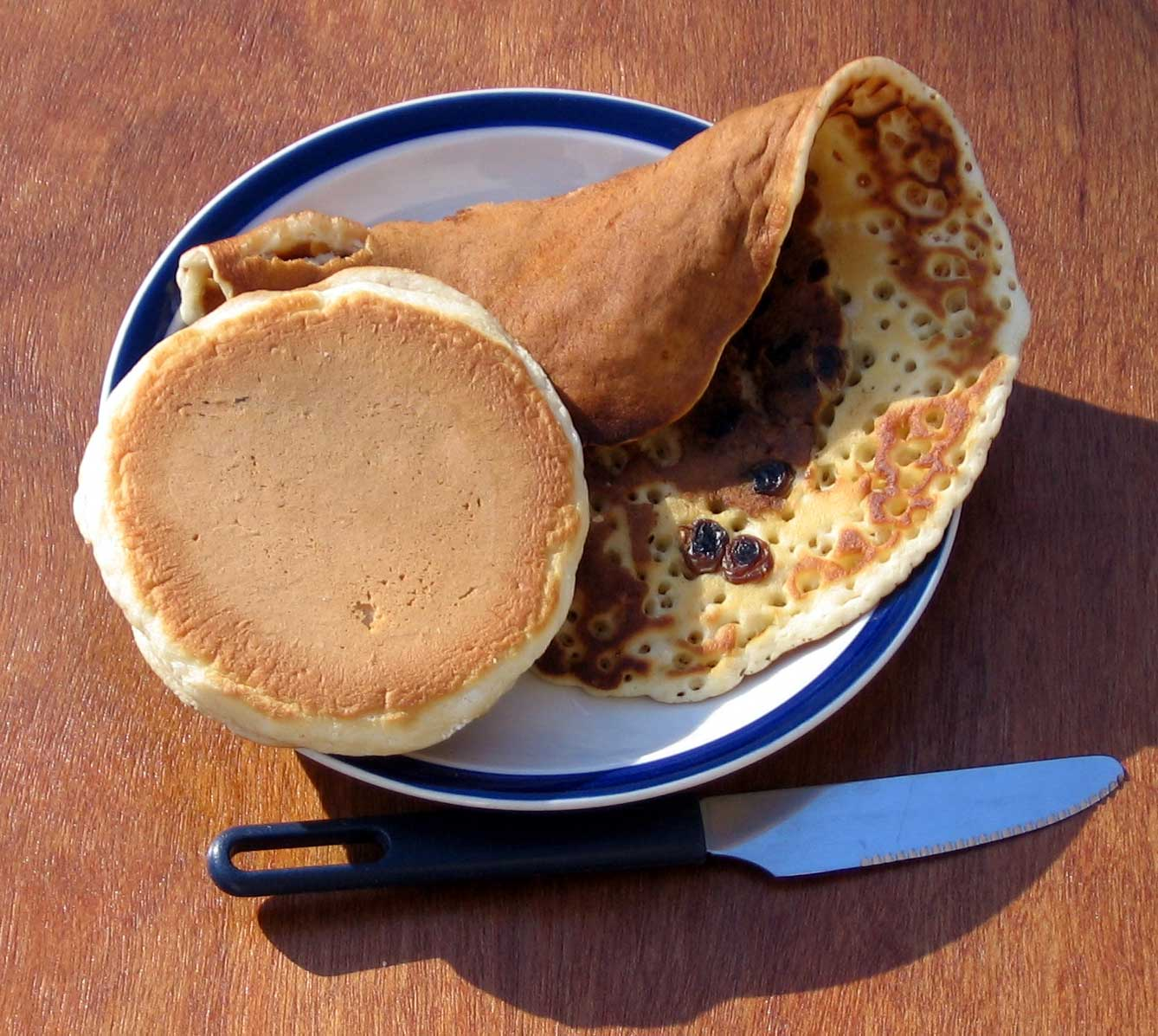
Ein schottischer Fruchtcrumpet, neben einem Pfannkuchen gefaltet.

In Schottland wird ein Crumpet mit denselben Zutaten wie ein „Scotch pancake“ zubereitet, hat einen Durchmesser von ungefähr 180 mm und ist ungefähr 8 mm dick. Schottische Crumpets sind sowohl pur, als auch als Frucht-Crumpets, mit Rosinen versetzt, erhältlich.
Der schottische Crumpet enthält ein Backtriebmittel, in der Regel Backpulver, und Eier, Mehl und Milch, welche den Crumpet dick machen. Im Gegensatz zu Pfannkuchen wird der schottische Crumpet nur einseitig gebraten, was eine weiche dunkle Seite und eine helle mit kleinen, durch aufsteigende Blasen während des Bratens verursachten Löchern zur Folge hat. Ein normaler Crumpet ist in Bäckereien, Teehäusern und Cafés erhältlich. Der englische Crumpet ist als Ergänzung zum schottischen Crumpet meistens in Supermärkten erhältlich.

## Englischer Slang
Im britischen Englisch wird das Wort „crumpet“ umgangssprachlich für eine Frau oder einen Mann als sexuelles Objekt der Begierde verwendet. Diese umgangssprachliche Nutzung hat auch vulgäre Ausläufer, so wird der Ausdruck manchmal verwendet, um weibliche Genitalien zu beschreiben.
„Crumpet“ wurde früher auch als Wort für „Zärtlichkeit“ verwendet.

## Film
In der britischen Komödie Ist ja irre – Cäsar liebt Cleopatra rätseln Cäsar (Kenneth Williams) und Mark Anton (Sidney James) darüber, was die Briten mit „Crumpet“ meinen, nachdem sie zu dem Schluss gekommen sind, dass „tea time“ einer ihrer fremden Götter sein müsste.